# Альфред Градштейн
Альфред Градштейн (пол. Alfred Gradstein; 20 жовтня 1904, Ченстохова — 9 вересня 1954, Варшава) — польський композитор.

## Біографія
Народився 20 жовтня 1904 року в Ченстохові.
У консерваторії вивчав композиції у Романа Статковського, а у Генріка Мельцер-Щавинського — диригування та брав уроки гри на фортепіано (1922-1925). У Варшавському інституті вивчав філософію. В 1925—1927 роках Градштейн навчався у Вищій школі (Відень, Австрія) композиції у Йозефа Маркса і диригуванню у Клеменса Крауса.
В 1927-47 роках проживав у Парижі, де в основному займався музичним вихованням робітників, після чого повернувся до Польщі.
У 1950 і 1952 роках був удостоєний Державної премії Польської Народної Республіки.
Помер 9 вересня 1954 році у Варшаві.

## Твори
- Балети :

- «Сватання» (Zaloty, 1935)
- «Польські танці» (Tance polskie, 1942)

- Кантата
- Концерт для фортепіано з оркестром (1929-1932)
- Камерно-інструментальні ансамблі

Твори для фортепіано:
- Класична соната (1943)
- Музичні мініатюри
- 12 етюдів Пам'яті Шопена (Hommage б Chopin, 1940-1945)

- Танці
- Мазурки
- Масові пісні (в тому числі — «Праворуч міст, ліворуч міст», «Пісня про Варшаву», «Недалеко від Кракова»)

та інші.